# Ligosullo
Ligosullo (Liussûl en friulano) es una fracción de 104 habitantes del municipio de Treppo Ligosullo, en la provincia de Udine, en Friuli-Venecia Julia. 
Ligosullo fue un municipio hasta el 1 de febrero de 2018 cuando se fusionó con Treppo Carnico, creando el nuevo municipio de Treppo Ligosullo.

## Geografía

### Demografía
| Gráfica de evolución demográfica de Ligosullo entre 1861 y 2001 |
|                                                                 |
| Fuente ISTAT - elaboración gráfica de Wikipedia                 |